# 2018년 카불 구급차 폭탄 테러
2018년 1월 27일 아프가니스탄 카불에서 구급차를 이용한 폭탄 테러가 발생하였다. 이 테러로 103명이 사망하고 235명이 부상당했다.
폭탄이 터진 곳은 잠후리아트 병원 인근의 번화한 쇼핑가여서 민간인 피해가 컸다. 아프간 평화협상을 담당하는 고위평화위원회 사무실, 아프가니스탄 내무부 청사, 유럽연합 사무실, 각국 대사관과도 가까웠다. 이번 테러는 2차례에 걸친 공격이었는데, 테러범들은 1차 테러로 인한 응급 환자를 이송한다며 검문소를 통과한 뒤, 사람이 많은 2차 검문소에서 폭탄을 터트렸다.
이번 공격에 대해 탈레반이 한 것이라는 주장이 나왔으며, 아프간 주재 탈레반은 범행 직후 자신들이 이번 테러의 배후라고 주장했다. 아프간 경찰은 테러 용의자 4명을 체포해 조사를 벌였다.

## 반응
아프가니스탄 정부는 테러 사고 직후 애도의 날을 선포했으며, 각 상점들은 문을 닫고 조기를 게양했다. 각국 정상들과 정부도 우려의 입장을 표했다.
- 대한민국 - 대한민국 외교부는 "테러 공격을 강력히 규탄한다"며, 이와 같은 테러는 "반드시 근절돼야 한다"고 말했다. 이어 "우리 정부는 이번 공격의 희생자, 유가족과 부상자들에게 깊은 애도와 위로의 뜻을 전하고, 아프가니스탄 평화 정착 노력에 대한 굳건한 지지를 재확인한다"고 밝혔다.[6]
- 미국 - 도널드 트럼프 미국 대통령은 성명을 통해 "무고한 시민 수십 명을 숨지게 하고 수백 명을 다치게 한 카불의 비열한 차량 폭탄 테러를 규탄한다"며, "이제 모든 국가가 탈레반과 그들을 지원하는 테러 기반 시설에 대해 단호한 행동을 해야 한다"고 밝혔다.[2]